# Râul Ilva, Mureș
Râul Ilva  (în maghiară Ilva-patak) este un curs de apă, afluent al râului Mureș.